# BitSpirit
BitSpirit (em chinês: 比特精灵) é um aplicativo cliente BitTorrent para Windows em código fechado, freeware, desenvolvido pela ByteLinker, Inc, e escrito em C++.
De acordo com o blog TorrentFreak, 1,996% dos usuários BitTorrent estão usando BitSpirit.